# Philippia radiata
Philippia radiata är en snäckart. Philippia radiata ingår i släktet Philippia och familjen Architectonicidae. Inga underarter finns listade i Catalogue of Life.